# Marikina Watershed Forest Reserve
Das Marikina Watershed Forest Reserve liegt auf der Insel Luzon, Philippinen. Er wurde am 26. Juli 1904 auf einer Fläche von 25.000 Hektar in der Provinz Rizal auf den Gemeindegebieten von Rodriguez, Antipolo, Baras, San Mateo und Tanay eingerichtet. Das Landschaftsschutzgebiet umfasst das Quellgebiet des Marikina Rivers. Teile der Montalban-Schlucht befinden sich in dem Naturschutzgebiet, diese ist bekannt für ihre weißen Kalksteinfelsenformationen. Das Naturschutzgebiet ist Teil des Sierra Madre Biosphärenkorridors, der gemäß den Richtlinien des NIPAS-Gesetzes von 1992 eingerichtet wurde. Im Anhang des NIPAS Gesetzes wird das Naturschutzgebiet als Upper Marikina River Basin Protected Landscape bezeichnet, diesen Status erhielt es am 24. November 2011.
Das Naturschutzgebiet liegt etwa 50 Kilometer östlich von Manila im Zentrum der langgestreckten Sierra Madre und umfasst die größten Regenwaldbestände in der Provinz Rizal. Im Westen schließt sich das Pamitinan Protected Landscape an. Im Naturschutzgebiet liegen der Mount Palagyo, 1.405 Metern über dem Meeresspiegel, und der Mount Kinawisan, 1.016 Meter über dem Meeresspiegel. 
Das Naturschutzgebiet beherbergt ein weites Spektrum der Flora und Fauna der Philippinen. An wichtigen Tropenhölzern und seltenen Pflanzen finden sich Tanguile (Shorea polysperma), Mayapis (Shorea palosapis), Red Lauan (Shorea negrosensis), White Lauan (Pentacme concorta), Bagtikan (Parashorea), Akling Parang (Albizea procera), Molave (Vitex parviflora), Dungon (Heritiera sp.) und Balayong/Tindalo. 
Von der Fauna sind der Bestände des Affenadlers (Pithecophaga jefferyi), des Bankivahuhns (Gallus gallus), Wachteln (Coturnix sp.), des Philippinenhirschs (Rusa marianna), des Philippinischen Pustelschweins (Sus philippensis), Wildkatzen (Felis minuta), des philippinischen Netzpythons (Phython reticulates), des Grays Warans (Varanus olivaceus) und des Bindenwarans (Varanus salvator) bekannt.